# کینتانائلس
کینتانائلس (به اسپانیایی: Quintanavides) یک شهرستان در اسپانیا است.